# 霹靂炮 (電影)
《霹靂炮》（英語：Beverly Hills Cop III）是一部1994年美國動作喜劇片，由约翰·兰迪斯執導，史提芬·狄蘇沙編劇，艾迪·墨菲主演；蘭迪斯和墨菲先前於《颠倒乾坤》（1983年）及《來去美國》（1988年）中合作過。故事講述艾索·福里警探前往加利福尼亞州比佛利山調查殺死長官的幕後黑手，發現對方與奇幻樂園內部人員相關。其他主演包括賈基·雷荷、埃克托尔·埃利松多、泰瑞莎·藍道、艾倫·楊、約翰·薩克森、提摩西·卡哈特和史蒂芬·麥哈提。
本片為1987年電影《比佛利山超級警探2：轟天雷》的續集兼《比佛利山超級警探》系列電影的第三部作品，也是系列首部監製唐·辛普森和傑瑞·布洛克海默缺席的電影，他們因預算分歧而選擇退出該片的製作。
《霹靂炮》1994年5月25日在美國上映，收穫影評界普遍差評，票房也不如前兩集，包括墨菲本人在內被公認為三部曲中的墊底之作。

## 劇情
在底特律的一晚，艾索·福里和幾名警探計劃逮捕一夥經營當地一家拆車場的偷車賊，艾索認為偷車賊不足為懼，取消了SWAT。但他們不知情的是，一群人前來交易一台廂型車及當中的貨物，但處決了偷車賊們。兇手正要離開時，艾索襲擊了拆車場，但遭對方火力壓制，導致試圖支援的艾索長官陶德督察遭對方領袖殺死。艾索駕車追趕，但被特勤局探員史蒂夫·富布萊攔下；富布萊稱必須聯邦政府正在追查兇手參與的更大計劃，這時只能放走對方。
陶德的葬禮之後，艾索得知線索指向位於加利福尼亞州比佛利山、由「戴夫叔叔」持有的奇幻樂園。艾索抵達比佛利山，與升為「聯合系統跨部門作戰司令部」（DDO-JSIOC）運營副主任的好友比利·羅斯伍重逢，並結識了比利在約翰·塔格特退休後的新搭檔強·福林。福林致電奇幻樂園維安負責人兼好友艾利斯·狄華，讓他知道艾索要來樂園查案。
艾索在樂園遇到重重困難：與維安人員發生衝突，還救了兩個即將從故障設施落下的小孩。當狄華被傳喚對艾索未經事先質疑就遭到保全襲擊的說法提出質疑時，艾索立即認出狄華就是殺害陶德的兇手，但狄華有著無可挑剔的公眾聲譽，比利和福林不相信艾索的說法。後來，戴夫叔叔和樂園員工珍妮絲拜訪了艾索的汽車旅館房間，透露樂園的設計師和戴夫的密友羅傑·弗萊在兩週前檢查場地時神秘失蹤，只留下一封神秘的訊息。
無視富布萊的警告，艾索持續試圖讓狄華露出馬腳，但都被狡猾的狄華躲過。當艾索後來深入樂園的封閉區域時，發現狄華和樂園經理奧林·桑德森是以樂園為幌子的偽造集團，狄華正在用底特律拆車廠得來的紙張印製美國貨幣。後來與戴夫叔叔會面，向他詢問更多細節以尋找可行的證據，從而發現弗萊的警告信實際上寫在一張被盜的紙張上。然而，在他能利用這些證據之前，戴夫叔叔被狄華槍擊，艾索因槍擊而被陷害成殺人兇手。
在離開狄華並將戴夫叔叔帶到醫院後，艾索進入樂園與狄華一夥交易，以救出被挾為人質的珍妮絲，並致電給比利和福林幫忙。由此產生的槍戰殺死了狄華的手下，經過一場肉搏戰後，艾索成功殺死狄華，為陶德報了仇。富布萊槍殺了在印刷廠的桑德森，接著打算殺死艾索；早懷疑對方的艾索反殺了富布萊，受傷的比利和福林前來與他團聚。戴夫叔叔完全康復，他感謝艾索的幫助，以他的名字為奇幻樂園創建了新角色——艾索狐狸（Axel Fox）；珍妮絲帶著現在坐在輪椅上的艾索離開慶祝活動，宣稱向他展示「愛的隧道」。

## 演員
- 艾迪·墨菲飾演艾索·福里（英语：Axel Foley）警探
- 賈基·雷荷飾演比利·羅斯伍中士（Sergeant Billy Rosewood）
- 埃克托尔·埃利松多飾演強·福林警探（Detective Jon Flint）
- 提摩西·卡哈特（英语：Timothy Carhart）飾演艾利斯·狄華（Ellis DeWald）
- 約翰·薩克森飾演奧林·桑德森（Orrin Sanderson）
- 泰瑞莎·藍道（英语：Theresa Randle）飾演珍妮絲·波金斯（Janice Perkins）
- 艾倫·楊飾演戴夫·松頓叔叔（Uncle Dave Thornton）
- 史蒂芬·麥哈提（英语：Stephen McHattie）飾演特勤局探員史蒂夫·富布萊（Secret Service Agent Steve Fulbright）
- 崔西·梅爾希奧（英语：Tracy Melchior）飾演售票亭小姐
- 布朗森·平丘特（英语：Bronson Pinchot）飾演賽吉（Serge）
- 吉爾·希爾（英语：Gil Hill）飾演道格拉斯·陶德督察（Inspector Douglas Todd）
- 辛巴·史密斯（Symba Smith）飾演終結者女孩（Annihilator Girl）#1
- 茱莉·史特蘭飾演終結者女孩#2
- 希瑟·伊莉莎白·帕克赫斯特（Heather Elizabeth Parkhurst）飾演終結者女孩#3
- 阿尔·格林飾演牧師
- 約翰·辛格頓（英语：John Singleton）飾演消防員
- 喬治·盧卡斯飾演失望的男子
- 亞瑟·希勒（英语：Arthur Hiller）飾演酒吧顧客#1
- 雷·哈利豪森飾演酒吧顧客#2
- 羅伯特·B·謝爾曼（英语：Robert B. Sherman）飾演酒吧顧客#3
- 理查德·M·謝爾曼（英语：Richard M. Sherman）飾演奇幻樂園指揮家（鏡頭刪減）

## 外部連結
- 互联网电影数据库（IMDb）上《霹靂炮》的资料（英文）
- Box Office Mojo上《霹靂炮》的資料（英文）
- 爛番茄上《霹靂炮》的資料（英文）
- Metacritic上《霹靂炮》的資料（英文）